# 四轮红景天
四轮红景天（学名：Rhodiola prainii）是景天科红景天属的植物。分布于尼泊尔、锡金以及中国大陆的西藏等地，生长于海拔2,200米至3,600米的地区，多生于山脚石缝中以及河谷阔叶林石上，目前尚未由人工引种栽培。